# U-737
Unterseeboot 737 foi um submarino alemão do Tipo VIIC, pertencente a Kriegsmarine que atuou durante a Segunda Guerra Mundial.
Durante o seu serviço militar não afundou nenhuma embarcação inimiga. O submarino foi afundado após colidir com o navio caça minas MRS 25 no dia 19 de Dezembro de 1944, causando a morte de 31 tripulantes, conseguindo os outros 20 tripulantes escapar com vida.

## Comandantes

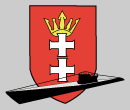
8. Unterseebootsflottille.

13. Unterseebootsflottille.

| Comandante                   | Período                                         |
| ---------------------------- | ----------------------------------------------- |
| Ltn. Wolfgang Poeschel       | 30 de Janeiro de 1943 - 4 de Fevereiro de 1943  |
| Kptlt. Paul Brasack          | 5 de Fevereiro de 1943 - 24 de Novembro de 1944 |
| Oblt. Friedrich-August Greus | 25 de Novembro de 1944 - 19 de Dezembro de 1944 |

## Carreira

### Subordinação
| 30 Jan 1943 - 30 Jun 1943 | 8. Unterseebootsflottille  |
| 1 Jul 1943 - 19 Dez 1944  | 13. Unterseebootsflottille |

### Patrulhas
|       | Comandante                   | Partida     | Partida    | Chegada     | Chegada    | Dias     |
| ----- | ---------------------------- | ----------- | ---------- | ----------- | ---------- | -------- |
|       | Oblt. Paul Brasack           | 20 Jul 1943 | Kiel       | 29 Jul 1943 | Hammerfest | 10 dias  |
| 1     | Oblt. Paul Brasack           | 8 Ago 1943  | Hammerfest | 20 Set 1943 | Hammerfest | 44 dias  |
| 2     | Oblt. Paul Brasack           | 4 Out 1943  | Hammerfest | 23 Out 1943 | Harstad    | 20 dias  |
|       | Oblt. Paul Brasack           | 24 Out 1943 | Harstad    | 24 Out 1943 | Narvik     | 1 dia    |
|       | Oblt. Paul Brasack           | 27 Out 1943 | Narvik     | 29 Out 1943 | Trondheim  | 3 dias   |
|       | Oblt. Paul Brasack           | 13 Jan 1944 | Trondheim  | 15 Jan 1944 | Narvik     | 3 dias   |
| 3     | Oblt. Paul Brasack           | 16 Jan 1944 | Narvik     | 10 Fev 1944 | Hammerfest | 26 dias  |
|       | Oblt. Paul Brasack           | 11 Fev 1944 | Hammerfest | 12 Fev 1944 | Narvik     | 2 dias   |
|       | Oblt. Paul Brasack           | 28 Fev 1944 | Narvik     | 29 Fev 1944 | Hammerfest | 2 dias   |
| 4     | Oblt. Paul Brasack           | 1 Mar 1944  | Hammerfest | 8 Mar 1944  | Narvik     | 8 dias   |
|       | Oblt. Paul Brasack           | 9 Mar 1944  | Narvik     | 12 Mar 1944 | Trondheim  | 4 dias   |
|       | Oblt. Paul Brasack           | 2 Mai 1944  | Trondheim  | 4 Mai 1944  | Narvik     | 3 dias   |
|       | Oblt. Paul Brasack           | 8 Mai 1944  | Narvik     | 8 Mai 1944  | Hammerfest | 1 dia    |
| 5     | Oblt. Paul Brasack           | 13 Mai 1944 | Hammerfest | 7 Jun 1944  | Bogenbucht | 26 dias  |
|       | Oblt. Paul Brasack           | 11 Jun 1944 | Bogenbucht | 12 Jun 1944 | Hammerfest | 2 dias   |
|       | Oblt. Paul Brasack           | 14 Jun 1944 | Hammerfest | 18 Jun 1944 | Hammerfest | 5 dias   |
| 6     | Oblt. Paul Brasack           | 24 Jun 1944 | Hammerfest | 9 Jul 1944  | Bogenbucht | 16 dias  |
|       | Kptlt. Paul Brasack          | 15 Jul 1944 | Bogenbucht | 17 Jul 1944 | Trondheim  | 3 dias   |
|       | Kptlt. Paul Brasack          | 16 Set 1944 | Trondheim  | 21 Set 1944 | Narvik     | 6 dias   |
|       | Kptlt. Paul Brasack          | 22 Set 1944 | Narvik     | 22 Set 1944 | Tromsö     | 1 dia    |
| 7     | Kptlt. Paul Brasack          | 24 Set 1944 | Tromsö     | 3 Out 1944  | Narvik     | 10 dias  |
| 8     | Kptlt. Paul Brasack          | 12 Out 1944 | Narvik     | 24 Out 1944 | Hammerfest | 13 dias  |
|       | Kptlt. Paul Brasack          | 25 Out 1944 | Hammerfest | 31 Out 1944 | Trondheim  | 7 dias   |
| 9     | Oblt. Friedrich-August Greus | 13 Dez 1944 | Trondheim  | 19 Dez 1944 | Afundado   | 7 dias   |
| Total | Total                        | Total       | Total      | Total       | Total      | 223 dias |

## Operações conjuntas de ataque
O U-737 participou das seguinte operações de ataque combinado durante a sua carreira:
- Rudeltaktik Monsun (4 de outubro de 1943 - 22 de outubro de 1943)
- Rudeltaktik Isegrim (16 de janeiro de 1944 - 27 de janeiro de 1944)
- Rudeltaktik Werwolf (27 de janeiro de 1944 - 9 de fevereiro de 1944)
- Rudeltaktik Taifun (5 de março de 1944 - 7 de março de 1944)
- Rudeltaktik Trutz (2 de junho de 1944 - 6 de junho de 1944)
- Rudeltaktik Feuer (17 de setembro de 1944 - 19 de setembro de 1944)
- Rudeltaktik Grimm (24 de setembro de 1944 - 2 de outubro de 1944)
- Rudeltaktik Panther (16 de outubro de 1944 - 23 de outubro de 1944)